# 村上裕太郎
村上 裕太郎（むらかみ ゆうたろう）は、日本の会計学者。慶應義塾大学大学院経営管理研究科准教授。

## 来歴
2000年、上智大学経済学部経済学科を卒業後、2002年大阪大学大学院経済学研究科博士前期課程修了、2006年同後期課程修了（経済学博士号）。
名古屋商科大学会計ファイナンス学部専任講師を経て、2009年に慶應義塾大学大学院経営管理研究科准教授に就任した。

## 研究活動
研究分野は、分析的会計研究および税務会計である。「租税回避とセグメント情報開示の理論的・実証的研究」（２０１７年ー２０１９年）、「法人税制度と経営者報酬に関する理論的・実証的研究」（2014年ー２０１７年）、「利益と課税所会計得の一致の程度と価値関連性に関する研究」（２０１１年ー2013年）、「移転価格税制における2国間事前確認制度(BAPA)の研究」（2009年ー2010年）などを研究課題にしている。
上場企業のインハウスセミナー研修講師も務め、中小企業の税務顧問業務のほか、移転価格税務訴訟にも携わっている。